# Liesl Geisler
Liesl Geisler-Scharfetter (* 24. November 1905 als Elisabeth Gabriela Unterwurzacher in Krimml; † 1985) war Wirtin des Krimmler Tauernhauses im Gebiet des Krimmler Achentals in Österreich.

## Leben
Im Sommer 1947 half Liesl Geisler über 5000 osteuropäischen Juden bei Fluchtversuchen, die von der Fluchthilfeorganisation Bricha durchgeführt wurden, um über Italien nach Palästina zu gelangen. Ausgehend vom Lager Givat Avoda (Wallnerkaserne in Saalfelden) wurden die Flüchtenden in Gruppen von 200 bis 300 Personen über die Gemeinde Krimml, vorbei an den Krimmler Wasserfällen, durch das Achental zum Krimmler Tauernhaus gebracht, um nach einer Rast weiter über den Grenzübergang nach Italien, über den rund 2600 Meter hohen Krimmler Tauern, zu fliehen. Organisiert wurde der Exodus von Viktor Knopf, einem jüdischen Sportlehrer, der aus Schlesien stammte und sechs Jahre Zwangsarbeit in den deutschen Konzentrationslagern überlebt hatte.
Geisler äußerte sich in undatierten handschriftlichen Erinnerungen über diese Zeit:
„Dann kam 1947. Die Judenwanderung über den Tauern. Täglich oft 200 bis 300 kamen, haben halt wieder in der Waschküche gekocht und aufgewärmt. Es waren arme Menschen dabei, sie hatten nicht einmal einen Rucksack, da waren kleine Kinder, die hatten sie in einer Schachtel am Rücken, das Haus war oft voll. In der Nacht habe ich noch Mehlpapperl für die armen Kinder gekocht, in der Nacht kamen auch Gruppen.“

## Anerkennungen

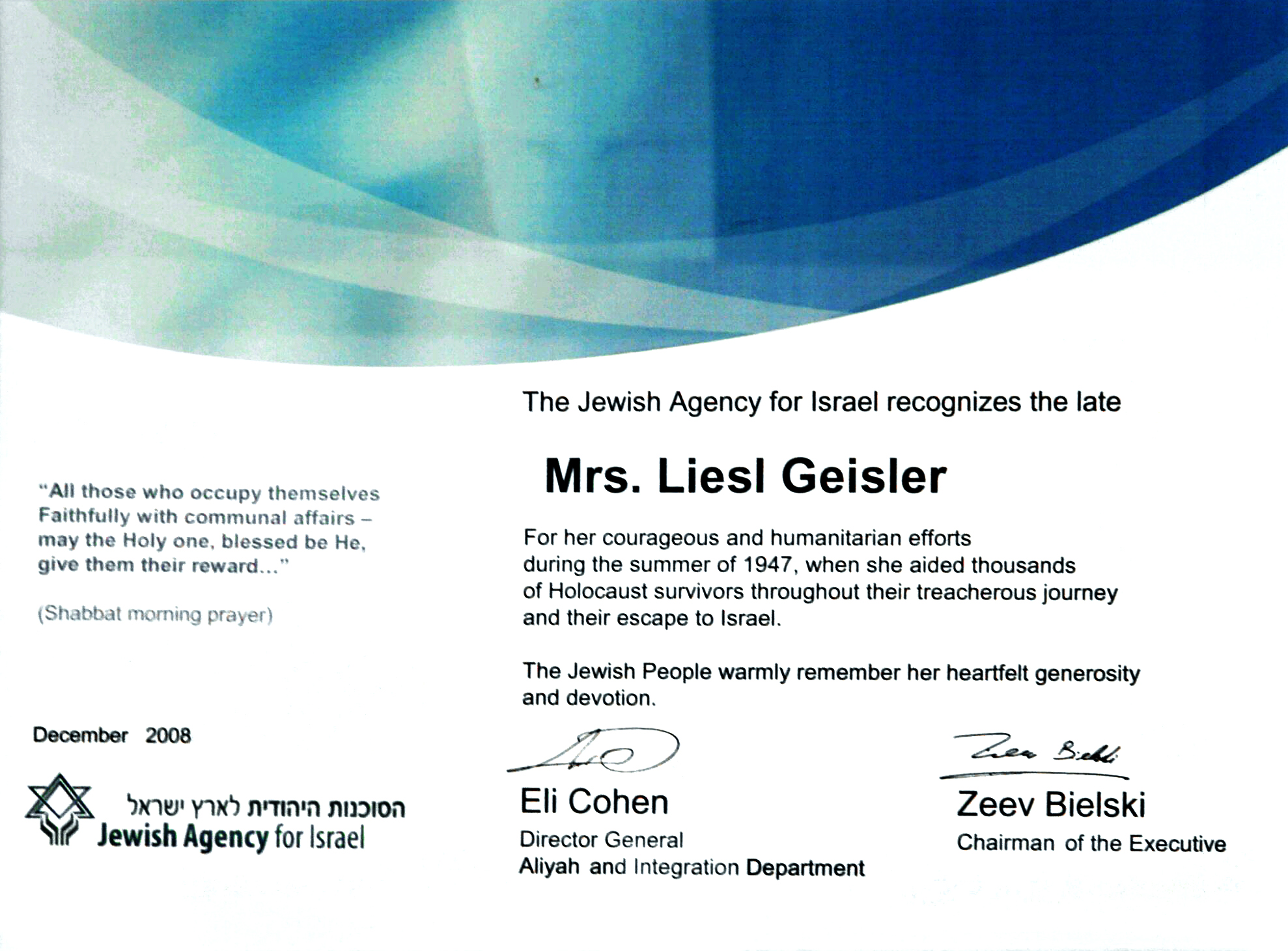
Ehrenurkunde der Jewish Agency for Israel

- 2009 erhielt sie posthum eine Ehrenurkunde der Jewish Agency for Israel.
- Doraja Eberle von der ÖVP kündigte 2007 an, dass das Land Salzburg plane, einen Liesl-Geisler-Preis der Menschlichkeit zu vergeben. Aus einer Anfragebeantwortung Eberles im Landtag ging im Jahr 2009 hervor, dass die Vorbereitungen für eine „Salzburger Menschlichkeitsauszeichnung“ Ende 2010 fertig werden sollten, wobei es noch offen stünde, ob der Preis ihren Namen tragen soll.[3] Bereits im Oktober 2010 erklärte Eberle jedoch ihren Rücktritt.[4]